# Terrier (francuski gimnastyk)
Terrier – nieznany z imienia francuski gimnastyk, który wystąpił na Letnich Igrzyskach Olimpijskich 1900.
Podczas tych igrzysk startował w jedynej rozegranej konkurencji gimnastycznej - wieloboju indywidualnym mężczyzn. Na tę konkurencję składało się 16 ćwiczeń, za które można było zdobyć 320 punktów (20 za każdą konkurencję). Zawodnik ten zdobył jedynie 133 punkty, co w łącznym zestawieniu uplasowało go na ostatnim 133. miejscu wśród zawodników sklasyfikowanych (dwóch nie ukończyło zawodów).